# Aethiopocassis suahelorum
Aethiopocassis suahelorum es una especie de coleóptero de la familia Chrysomelidae.
Fue descrita científicamente por primera vez en 1899 por Julius Weise.